# Inside Your Heaven
«Inside Your Heaven» (англ. Всередині твоїх небес) — пісня, написана Андреасом Карлссоном, Пілле Нілен, Саваном Котечою; спродюсована Дезмондом Чайлдом. У 2005 були випущені дві версії пісні, виконані учасниками реаліті-шоу American Idol: переможницею 4-го сезону Керрі Андервуд та Бо Байсом, який зайняв друге місце реаліті-шоу.
Версія Керрі Андервуд вийшла 14 червня 2005 в США. Пісня дебютувала на перше місце американського чарту Billboard Hot 100 та канадського чарту Canadian Singles Chart, на яких пісня пробула 1 та 7 послідовних тижнів, відповідно. У Канаді сингл став найдовше чартованою композицією 2005 року. Пісня досягла 52 місця американського чарту Hot Country Songs. Сингл отримав золоту сертифікацію від американської компанії RIAA та дві платинові сертифікації від канадської CRIA. Пізніше трек був доданий до північноамериканського видання дебютного альбому Андервуд «Some Hearts». У якості B-сторони сингл містив кавер-версію пісні Мартіни Макбрайд «Independence Day».
Із піснею Андервуд виграла Billboard Music Awards у категорії Top-Selling Country Single of the Year та Top-Selling Hot 100 Song of the Year. Продажі синглу становили 880,000 копій.

## Список пісень
CD-сингл
1. "Inside Your Heaven" – 3:45
2. "Independence Day – 3:20

## Нагороди та номінації

### 2005BillboardMusic Awards
| Рік  | Номіновано           | Нагорода                             | Результат |
| ---- | -------------------- | ------------------------------------ | --------- |
| 2005 | "Inside Your Heaven" | Top-Selling Hot 100 Song of the Year | Перемога  |
| 2005 | "Inside Your Heaven" | Top-Selling Country Single           | Перемога  |

## Чарти
Пісня дебютувала на перше місце американського чарту Billboard Hot 100 та канадського чарту Canadian Singles Chart; на канадському чарті пісня пробула на вершині чарту 7 послідовних тижнів. У 2005 році в Канаді це була найдовше чартованою композицією року. Пісня дебютувала на 49 місце британського чарту UK Singles Chart та пізніше досягла 46 позиції.
Тижневі чарти
| Чарт (2005)                                  | Місце |
| -------------------------------------------- | ----- |
| Canadian Country Singles Chart               | 4     |
| Canadian Hot 100                             | 1     |
| Canadian Digital Singles                     | 1     |
| UK Singles Chart                             | 46    |
| U.S. Billboard Hot Country Songs             | 52    |
| U.S. Billboard Hot 100                       | 1     |
| U.S. Billboard Pop 100                       | 1     |
| U.S. Billboard Hot Digital Song              | 4     |
| U.S. Billboard Hot Adult Contemporary Tracks | 12    |

Річні чарти
| Чарт (2005)            | Місце |
| ---------------------- | ----- |
| U.S. Billboard Hot 100 | 71    |

## Продажі
| Країна                | Сертифікація (таблиця продажів та сертифікатів) | Продажі  |
| --------------------- | ----------------------------------------------- | -------- |
| Канада (Music Canada) | 2× Платина                                      | +160,000 |
| США (RIAA)            | Золото                                          | +880,000 |